# 利遜
利遜（Rezon）是以利亞大的兒子，原為亞蘭·瑣巴王哈大底謝一名官員，當以色列王大衛攻打瑣巴人的時候，利遜招聚了一群人，自己作他們的頭目，往大馬士革居住，在那裏作王。在以色列王所羅門晚年，因他犯罪得罪上帝，上帝使利遜興起，作所羅門的敵人。
利遜有可能與列王紀上15章:18節中的希旬（Hezion）為同一人，或者希旬是利遜之子，也是他伯利們的祖父，是便哈達一世的曾祖父。
| 前任： 無 | 亞蘭大馬士革王 | 继任： 希旬 |